# Ketty Castillo Pacheco
Ketty Castillo Pacheco (Santa Fe, Granada, 6 de septiembre de 1956) es una periodista y escritora española.

## Biografía
De padre granadino y madre gaditana, nació en Santa Fe (Granada). Hasta los doce años, su infancia transcurre entre Santa Fe, la capital granadina y los veranos en la localidad de Alfacar, al pie de la Sierra de la Alfaguara, en el entorno en el que fue asesinado Federico García Lorca
En 1968 la familia se trasladó a Málaga, aunque continuó veraneando en Alfacar hasta el año 1974. En la Universidad de Málaga inició la carrera de Medicina, que no llegó a terminar.
En 1986 comenzó su carrera profesional como locutora y reportera en la emisora de la Cadena SER en El Puerto de Santa María, Cádiz. Posteriormente trabajó también en las emisoras de la Cadena SER de Málaga.
En 1989, tras aprobar las oposiciones para ingresar en la Radio y Televisión de Andalucía (RTVA), pasó a formar parte de los servicios informativos de Canal Sur Radio, desempeñando su trabajo en Cádiz hasta 2013.
En 1991 viajó por primera vez a Cuba, país que la impactó y supuso un giro importante en su vida. Desde ese momento, comenzó a participar activamente en los movimientos de solidaridad con el país caribeño y contra el bloqueo de Estados Unidos a Cuba. Como periodista, tuvo ocasión de asistir a varios actos y ruedas de prensa del líder de la Revolución cubana, Fidel Castro.
En 2003 fue galardonada con uno de los Premios de periodismo 28 de febrero, otorgado por el Consejo Asesor de RTVE en Andalucía. En concreto, recibió el Premio al mejor programa de radio emitido durante 2002, por su trabajo de investigación 4D: la verdadera historia, reportaje sobre los sucesos ocurridos en Málaga en 1977, durante la manifestación por la autonomía andaluza, en la que fue asesinado Manuel José García Caparrós
En noviembre de 2013 abandonó el periodismo para dedicarse a la literatura y regresó a Granada, su provincia natal. Escribió cuatro libros: "La fuente de las lágrimas" (2014), "La mirada infinita" (2015), "Me voy p'a Cuba" (2016) y "Viviendo en Cuba" (2017).

## Obras
- La mirada infinita (Alcalá Grupo Editorial, 2008)
- La fuente de las lágrimas (Ediciones El Boletín, 2013)
- Me voy p'a Cuba (Ediciones el Boletín, 2015)
- Viviendo en Cuba (Ediciones el Boletín, 2017)